# Орлова, Нина Васильевна
Ни́на Васи́льевна Орло́ва (ур. Богомо́лова) (12 ноября 1923, Марьино, Тверская губерния — 21 апреля 2016, Санкт-Петербург) — советский (российский) педиатр, доктор медицинских наук, профессор кафедры педиатрии № 1 Ленинградского Государственного института для усовершенствования врачей (с 1993 г. Санкт-Петербургская медицинская академия последипломного образования); Заслуженный деятель науки РСФСР; Житель блокадного Ленинграда.

## Биография
Отец Василий Иванович Богомолов (1900—1984) с юных лет проживал в Петербурге. Мастер-краснодеревщик, он долгие годы работал реставратором в Эрмитаже, где его очень высоко ценил академик И. А. Орбели. В голодные 20-е годы перед самым рождением дочери В. И. Богомолов отвёз жену Марию Захаровну (1900—1942) в Тверскую губернию, где с недавнего времени обосновался его отец, бывший ветеринарный фельдшер кавалерийских полков столицы Иван Васильевич Богомолов. Так деревня Марьино Тверской губернии и стала родиной Нины Васильевны. Жила она там очень недолго, поскольку вскоре отец забрал семью в Ленинград.
Детство Нины Васильевны прошло на ул. Шкапина. Здесь в 1930 году она пошла в школу № 8 Кировского района (с 1936 года — № 32 Ленинского района), которую с отличием окончила в 1940 году. Сейчас этой школы уже нет, но здание на ул. Шкапина, д. 44 сохранилось. В том же году, по настоянию отца, семья перебралась в Петроградский район, в д. 32 по Малому пр. — поближе к Первому медицинскому институту, куда Нина Васильевна поступила сразу после окончания десятилетки.
К началу Великой Отечественной войны она успела завершить только 1 курс. Уже в первые дни на фронт ушёл отец. С пополнением он прибыл в 268 стрелковый полк, который вскоре почти полностью был разбит в Эстонии. 15 августа 1941 года, выходя из окружения, Василий Иванович попал в плен. Находясь ещё в прифронтовой зоне, он спустя день бежал и вернулся к своим. После проверки был направлен в артиллерийскую часть, в рядах которой сражался до последнего дня войны. Однако ярлык бывшего военнопленного оставался на В. И. Богомолове на протяжении всей службы.
Оставшись в Ленинграде вдвоем с матерью, Нина Васильевна вместе с другими студентками института была мобилизована на строительство укреплений на подступах к городу. Противотанковый ров рыли под Старым Петергофом рядом с аэродромом Низино. Будущий доцент Ленинградского педиатрического института О. Ф. Тарасов, бывший в те дни совсем рядом в районе Русско-Высоцкого в составе 265 отдельного пулемётно-артиллерийского батальона Ленинградской армии народного ополчения впоследствии вспоминал: 

«Жители деревни были эвакуированы, и их дома заняли строители рубежа — ленинградские женщины, возводившие все оборонительные сооружения с помощью лопат и ломов. Работали они от зари, до зари и целый день на ярком солнце, а дни стояли жаркие — можно было наблюдать, как тысячи и тысячи ленинградок копали противотанковый ров…».— Из воспоминаний О. Ф. Тарасова / "Невское время" 1.10.2015 г.
 В середине сентября, когда начались бои за Старый Петергоф, лесами, под обстрелом Нина Васильевна пробралась в осаждённый Ленинград.
Первую блокадную зиму они вдвоем с матерью оставались в Ленинграде. До весны 1942 года Нина Васильевна продолжала учиться в институте и одновременно работать в клинике. В середине марта 1942 года, спасая ослабевшую мать, по льду Ладожского озера Нина Васильевна покинула блокадный город. Из Кобоны их путь лежал в Ярославль. Ехали по железной дороге несколько суток. В пригороде Ярославля Марию Захаровну пришлось снять с поезда и с тяжёлым истощением поместить в больницу. Она умерла 21 марта. Похоронив мать, слегла и Нина Васильевна. Она осталась в живых благодаря родной тёте, приехавшей за ней из Рыбинска, и деду, который позже отвез её к себе в Марьино.
Осенью 1942 года, Нина Васильевна вновь отправилась в Рыбинск, где поступила на 2-й курс фельдшерской школы. Окончив её с отличием, весной 1944 года Нина Васильевна была направлена в Ярославль для продолжения учёбы — теперь уже в эвакуированном сюда Минском медицинском институте. Её восстановили на втором курсе, после которого, весной следующего года она вернулась в Ленинград. В 1945 году, демобилизовавшись, за ней просто приехал отец. Всю войну от него не было вестей, но оказалось, что он остался живым и даже не был ранен.
С 1945 года Нина Васильевна продолжила учёбу в стенах родного Первого медицинского института, который с отличием окончила в 1948 году. К этому времени она вышла замуж и стала носить фамилию Орлова.
По распределению Н. В. Орлову направили в Эстонию — в Кохтла-Нымме. Она заведовала амбулаторией, шахтерским здравпунктом и детскими яслями. Лечить приходилась практически все население небольшого шахтерского поселка. Очень скоро Нина Васильевна завоевала доверие местных жителей, что было очень сложно в условиях послевоенного недоверия населения к русским.
После 4 лет самостоятельной работы Н. В. Орлова поступила в клиническую ординатуру, затем — в аспирантуру 1-го ЛМИ при кафедре педиатрии № 1 профессора Эдды Абрамовны Горницкой. На следующий год после защиты в 1959 году кандидатской диссертации «Возрастные особенности поджелудочной железы у детей, её изменения при пневмонии и ревматизме» Нина Васильевна была принята ассистентом кафедры педиатрии Ленинградского Государственного института для усовершенствования врачей. Руководил кафедрой известный ленинградский профессор Николай Андреевич Шалков. С этого момента вся дальнейшая профессиональная деятельность Н. В. Орловой будет связана именно с этой кафедрой.
В 1967 году Нине Васильевне было присвоено ученое звание доцента. За два года до этого, в 1965 году профессор Н. А. Шалков по запросу Министерства здравоохранения рекомендовал ассистента Н. В. Орлову на должность временно исполняющей обязанности заведующей кафедрой педиатрии Новокузнецкого Государственного института усовершенствования врачей. Командировка продлилась полгода и позволила приобрести неоценимый опыт. Он пригодился в 1974 году, когда после ухода профессора Н. А. Шалкова она возглавила кафедру педиатрии № 1 Ленинградского ГИДУВа. В 1975 году Нина Васильевна защитила докторскую диссертацию на тему «О взаимосвязях и взаимозависимости изменений функции сердца и сосудистой системы при ревматизме у детей» с присуждением ей ученой степени доктора медицинских наук. Наконец, в 1978 году Н. В. Орловой было присвоено ученое звание профессора.
В течение 22 лет Нина Васильевна руководила своей кафедрой. За эти годы ей удалось сформировать новые векторы её развития. При Н. В. Орловой в учебных планах, кроме цикла по педиатрии появились такие направления усовершенствования педиатров, как кардиология, ревматология, пульмонология, функциональная диагностика.
С мая 1996 года кафедру возглавил профессор О. А. Мутафьян, однако ещё 14 лет, до марта 2010 года Н. В. Орлова оставалась в должность второго профессора. За эти годы институт претерпел несколько реорганизаций. В 1992 году он был преобразован в Медицинскую академию последипломного образования. В 2010 году в возрасте 86 лет в связи с предстоящей реорганизацией СПбМАПО и слиянием её с Санкт-Петербургской государственной медицинской академией им. И. И. Мечникова Нина Васильевна оставила свою должность и вышла на пенсию.
Профессор Нина Васильевна Орлова скоропостижно скончалась 21 апреля 2016 года. Похоронена на Серафимовском кладбище в Санкт-Петербурге.

## Семья
- Муж: Владимир Филиппович Орлов (1923—2003) — участник Великой Отечественной войны, заведующий конструкторским бюро НИИ геологии;
- Сын: Сергей Владимирович (род.: 1949 г.) — после окончания Ленинградского высшего инженерного морского училища имени адмирала С. О. Макарова служил во флоте.
- Дочь: Мария Владимировна (род.: 1959 г.) — врач-кардиолог.

## Вклад в педиатрию
Коллеги и многочисленные ученики единодушно характеризуют Нину Васильевну как выдающегося клинициста. На протяжении всех лет своей научной и педагогической деятельности, клиническая работа, которая со дня основания кафедры традиционно осуществлялась её сотрудниками в стенах детской больницы им. К. А. Раухфуса, всегда оставалась для Н. В. Орловой на первом месте. 

«Её выступления — это всегда аргументированный анализ. На разборах, подытожив сказанное лечащим врачом, она выстраивает такую логическую цепочку умозаключений, что появляется совершенно новое видение проблемы и вырисовывается иногда неожиданный диагноз. Можно лишь восхищаться подобным профессиональным уровнем и благодарить судьбу за возможность прикоснуться и к такой педиатрии».— Акимова С. Л. Её имя - среди лучших педиатров России / Вестник МАПО -2003, № 9
С именем Н. В. Орловой связано открытие в стенах больницы им. К. А. Раухфуса первого в Ленинграде специализированного детского кардиоревматологического, а также бронхо-пульмонологического отделений.
Вопросы физиологии и патологии сердечно-сосудистой системы и легких всегда находились в плоскости научных интересов Н. В. Орловой.
Вместе с сотрудниками кафедры Нина Васильевна разработала и внедрила в практику методы ранней диагностики недостаточности кровообращения у детей, разработала строгие показания к назначению сердечных гликозидов, сформулировала практические рекомендации по лечению и профилактике нарушений сердечного ритма и проводимости у детей.
Одной из первых в России Н. В. Орлова обратилась к проблеме синдрома внезапной смерти у детей. осуществив анализ, направленный на выявление предикторов этого грозного состояния, и предложила ряд мер для его профилактики.
Большое внимание на ранних этапах своей научной карьеры Нина Васильевна уделяла изучению гнойно-септических заболеваний у детей. Ею была предложена классификация сепсиса и локальных гнойных инфекций, а также разработаны критерии дифференциальной диагностики этих состояний у новорожденных и детей раннего возраста.
Под руководством Нины Васильевны выполнено 11 диссертационных исследований, в том числе 1 докторская по актуальным вопросам клинической педиатрии.

## Научные труды
Профессор Н. В. Орлова является автором более 300 научных работ, из которых более половины посвящены вопросам детской кардиологии. Среди работ Нины Васильевны 15 монографий.
- Орлова Н. В. К вопросу о возрастных особенностях поджелудочной железы у детей и ее изменениях при пневмониях и ревматизме : Автореферат дис. на соискание учен. степени кандидата мед. наук /М-во здравоохранения РСФСР. Первый Ленингр. мед. ин-т им. акад. И.П. Павлова. — Л., 1960. — 19 с.
- Орлова Н. В. О взаимосвязи и взаимозависимости сердца и сосудистой системы при ревматизме у детей : Автореф. дис. на соиск. учен. степени д-ра мед. наук:(14.00.09). — Л.: ЛенГИДУВ, 1975. — 32 с.
- Орлова Н. В. Сепсис у новорожденных: Лекция для врачей. — СПб.: СПбМАПО, 1997. — 27 с.
- Орлова Н. В. Суправентрикулярные тахиаритмии у детей: (Учеб. пособие для врачей-слушателей) /Ленингр. гос. ин-т усоверш. врачей им. С.М. Кирова. — Л.: ЛенГИДУВ, 1989. — 17 с.
- Орлова Н. В. Неревматические заболевания сердечной мышцы у детей: Лекция для врачей-курсантов. — Л.: ЛенГИДУВ, 1984. — 20 с.
- Орлова Н. В., Солдаткин Э. В., Княжецкая Н. С. Диспансеризация детей в поликлинике : Учеб. пособие для врачей-слушателей / Ленингр. гос. ин-т усоверш. врачей им. С.М. Кирова, Каф. педиатрии № 1. — Л.: ЛенГИДУВ, 1988. — 27 с.
- Парийская Т. В., Орлова Н. В. Первая врачебная помощь при острых соматических заболеваниях у детей раннего возраста. — Л.: Медицина, 1983. — 198 с. — (Библиотека практического врача . Заболевания детского возраста).
- Орлова Н. В., Парийская Т. В. Приобретенные пороки сердца у детей. — Л.: Медицина, 1979. — 174 с. — (Библиотека практического врача . Заболевания детского возраста).
- Орлова Н. В., Воробьев А. С., Мутафьян О. А. Электрокардиографическая диагностика в педиатрии: Учеб. пособие для врачей-курсантов. — Л.: ЛенГИДУВ, 1982. — 19 с.
- Орлова Н. В. Сепсис у детей раннего возраста: Учеб. пособие для врачей-курсантов. — Л.: ЛенГИДУВ, 1979. — 19 с.
- Парийская Т. В., Орлова Н. В. Справочник педиатра. — СПб., М.: Сова ЭКСМО-пресс, 2002. — 574 с.
- Орлова Н. В., Парийская Т. В. Кардиология: Новейший справочник педиатра. — М., СПб: Сова ЭКСМО-пресс, 2003. — 617 с.
- Орлова Н. В., Парийская Т. В. Кардиология в педиатрии: новейший справочник:[врожденные и приобретенные болезни сердца, классификация и этиология заболеваний, основные инструментальные методы обследования]. — М.: Сова ЭКСМО-пресс, 2006. — 526 с.
- Орлова Н. В. Нарушения сердечного ритма и проводимости у детей раннего возраста. — СПб.: СПбМАПО, 2007. — 224 с.
- Орлова Н. В., Солдаткин Э. В. Жизнеугрожающие нарушения сердечного ритма и проводимости у детей: Пособие для врачей. — СПб.: СПбМАПО, 2001. — 49 с.
- Орлова Н. В., Солдаткин Э. В. История кафедры педиатрии N 1 СПбМАПО. — СПб.: СПбМАПО, 2004. — 32 с.
- Орлова Н. В., Парийская Т. В. Кардиология: справочник педиатра. — М.: АСТ, 2009. — 635 с.
- Орлова Н. В., Сорока Н. Д. Становление детской пульмонологии на кафедре педиатрии N 1 Санкт-Петербургской медицинской академии последипломного образования : (годы, люди). — СПб.: СПбМАПО, 2005. — 39 с.
- Орлова Н. В., Парийская Т. В. Пульмонология: современный справочник для педиатров. — СПб., М.: Сова ЭКСМО-пресс, 2004. — 382 с.
- Орлова Н. В., Парийская Т. В., Гикавый В. И. Нарушения ритма сердца у детей и их фармакотерапия. — Кишинев: Штиинца, 1993. — 133 с.
- Орлова Н. В., Ярцева З. П. Тахикардитические формы аритмий у детей и их лечение. — М.: Педиатрия, 1984, № 1. — 58-61 с.
- Орлова Н. В., Парийская Т. В., Гикавый В. И. Кардиоревматология детского возраста. — Кишинев: И. П. Ф. «Центральная типография», 1998. — 273 с.
- Орлова Н. В., Парийская Т. В., Гикавый В. И. Справочник по неспецифическим заболеваниям органов дыхания у детей и их фармакотерапия. — Кишинев, 1997. — 235 с.
- Орлова Н. В., Парийская Т. В., Гикавый В. И. Справочник врача общего профиля по педиатрии. — Кишинев: И П. Ф. «Центральная типография», 2001. — 424 с.

## Награды
- Заслуженный деятель науки РСФСР (1985);
- Значок «Отличнику здравоохранения» (СССР) (1976);
- Почетный доктор СПбМАПО (2007);
- Грамоты МЗ РСФСР, России и Комитета по здравоохранению Санкт-Петербурга;
- Шесть медалей СССР и России.